# Petroglyph Games
Petroglyph  è una compagnia sviluppatrice e produttrice di videogiochi con sede a Las Vegas (Nevada), (USA).

La compagnia si formò dall'ultimo gruppo di ex dipendenti della Westwood Studios che si dimisero quando la Westwood Pacific venne chiusa dalla Electronic Arts nel 2003, per assorbire effettivamente Westwood Studios nella EA Pacific a Los Angeles e costituire la EA Los Angeles.
Petroglyph è conosciuta soprattutto per la sua esperienza nello sviluppo di giochi RTS, dal momento che i soci fondatori lavorarono su Command & Conquer e Dune II.

## Giochi sviluppati da Petroglyph
- Star Wars: L'Impero in guerra (2006)
  - Star Wars: L'Impero in guerra - L'esercito dei corrotti (2006)
- Universe at War: Earth Assault (2007)
- Panzer General: Allied Assault (2009, su Xbox Live Arcade)
- Panzer General: Allied Assault (2010, gioco da tavolo)
- Panzer General: Russian Assault (2010, il seguito del gioco da tavolo)
- Mytheon (2010)
- Heroes of Graxia (2010)
- Guardians of Graxia (2010)
- End of Nations (2011)
- Rise of Immortals (2011)
- Mytheon (2011)
- Battle for Graxia (2012)
- Coin a Phrase (2013, esclusivo per sistemi iOS)
- Grey Goo (2015)
- Victory Command (2015)
- Battle Battallions (2015)
- 8-Bit Armies (2016)
- 8-Bit Hordes (2016)
- 8-Bit Invaders! (2016)
- 8-Bit Armies: Arena (2017)
- Forged Battalion (2018)
- Conan Unconquered (2019)
- Command & Conquer Remastered Collection (2020)
- The Great War: Western Front (2023)
- 9-Bit Armies: A Bit Too Far (2024)
- Earthbreakers (TBA)

## Storia
- Petroglyph si è formata il 1º aprile 2003.
- Il 25 giugno 2004, la compagnia si è trasferita in un edificio di sua proprietà.
- Il 16 novembre 2004 Petroglyph annuncia un progetto su cui stavano lavorando di un nuovo RTS Star Wars chiamato Star Wars: Empire at War, che uscì il 16 febbraio 2006.
- Il 12 settembre 2005, viene annunciato che starebbero lavorando su un franchise originale per un RTS fantascientifico/militare con SEGA.
- Il 27 gennaio 2007, Petroglyph annuncia il suo secondo gioco, Universe at War: Earth Assault. Universe at War che uscì il 10 dicembre 2007.
- Il 15 aprile 2008, Petroglyph annuncia che starebbero lavorando in collaborazione con True Games Interactive su un gioco online basato sulle micro transazioni free to play per PC.
- Il 4 dicembre 2008, True Games Interactive/Petroglyph rivelano che il loro nuovo gioco si sarebbe chiamato Mytheon, e sarebbe uscito nel 2010.
- Il 27 aprile 2009, viene annunciato che Petroglyph starebbe lavorando su un gioco multiplayer di massa di strategia in tempo reale MMORTS con Trion World Network.
- L'11 dicembre 2009, Petroglyph lancia la nuova veste grafica del loro sito,[2] progettata dall'Anthem Design Group.[3]
- Il 29 marzo 2010, Petroglyph annuncia il gioco per PC e da tavolo Guardians of Graxia[4]
- Il 26 aprile 2010, Trion/Petroglyph rivelano che il loro MMORTS si sarebbe chiamato End of Nations.[5][6]
- Il 17 giugno 2010, Trion/Petroglyph per il loro MMORTS End of Nations vincono molti premi all'E3 2010 fra i quali Best Booth (Migliore Stand), Best MMO (Migliore MMO), Best RTS (Migliore RTS), e altri.[7]
- Il 2 agosto 2010, Petroglyph annuncia la disponibilità di tutti i loro giochi da tavola prodotti nel 2010.[8]
- Il 20 ottobre 2010, Petroglyph annuncia che Guardians of Graxia è disponibile per PC, via STEAM, GamersGate e Impulse.[9]
- Il 22 febbraio 2011, Petroglyph annuncia il loro gioco free to play del genere Dota, Rise of Immortals.[10]

## Alamo Game Engine
Alamo Game Engine è un motore grafico sviluppato dalla Petroglyph, usato per creare Star Wars: L'Impero in guerra e Star Wars: L'Impero in guerra - L'esercito dei corrotti . Una versione modificata dell'Alamo Game Engine è stata usata per il terzo titolo di Petroglyph, Universe at War: Earth Assault. L'Alamo Game Engine presenta gameplay in 3D e una visuale strategica in tempo reale di una mappa sul quale il gioco ha luogo.